# Gouverneur
Pour l’article homonyme, voir Gouverneur (Ancien Régime).
Gouverneur est un titre qui a désigné différentes fonctions suivant les pays et les périodes.
En règle générale, le gouverneur de places militaires est la personne qui détient le pouvoir exécutif civil ou militaire, ou les deux, d'une province, d'un État (dans le cas d'une fédération) ou d'une colonie. Il répond le plus souvent à une autorité supérieure, bien souvent le chef de l'État ou le gouvernement du pays pour lequel il agit. Dans un État fédéral, il gouverne au nom du pouvoir central s'il est nommé ou de manière autonome s'il est élu (cas par exemple des États des États-Unis). Dans une colonie, il gouverne au nom de l'État alors situé en métropole, la distance lui accordant alors de très larges prérogatives.
Le titre est également donné à des représentants locaux de compagnies qui commandent une place forte, un château, une citadelle, une forteresse ou encore une région militaire. Le titre de gouverneur peut aussi être attribué à une personne, souvent nommée par l'État, dirigeant une grande institution ou une banque, comme la Banque de France. Le titre est quelquefois donné au président de la Banque centrale européenne.
Dans le domaine de l'enseignement, un gouverneur ou une gouvernante des Enfants de France est chargé de l'éducation d'un prince ou de certains jeunes garçons ou jeunes filles de grande famille. Le titre se retrouve également en Grande-Bretagne pour des membres d'un conseil d'établissement (school governor).

## Gouverneur général
À l'époque coloniale européenne, un gouverneur général était le gouverneur d'une grande colonie ou d'un groupe de colonies. Dans les pays du Commonwealth, le gouverneur général joue le rôle de représentant de la Couronne britannique. Par exemple, au Canada, le gouverneur général du Canada est le représentant de la monarchie au niveau fédéral.

## Lieutenant-gouverneur
Dans le monde anglo-saxon, on trouve également le titre de lieutenant-gouverneur avec des rôles différents. Par exemple, au Canada, il est le représentant de la monarchie au niveau provincial (lieutenant-gouverneur du Québec, lieutenant-gouverneur de l'Ontario, etc.). Aux États-Unis, ce titre existe dans beaucoup d'États avec un rôle de vice-gouverneur.

## Différentes acceptions à travers le monde

### Afghanistan
- Liste des gouverneurs des provinces afghanes

### Argentine
Voir Liste des gouverneurs des provinces argentines

### Australie
Le gouverneur général d'Australie (Governor-General of the Commonwealth of Australia) est le représentant du chef de l'État australien, Charles III roi d'Australie. Son pouvoir n'est pas un simple pouvoir de représentation car du fait de ses larges compétences, il possède un véritable rôle institutionnel.
- Liste des gouverneurs généraux d'Australie

Le Roi dispose également dans chaque État d'un représentant qui porte le titre de gouverneur.
- Gouverneur d'Australie-Occidentale
- Gouverneur d'Australie-Méridionale
- Gouverneur de Nouvelle-Galles du Sud
- Gouverneur du Queensland
- Gouverneur de Tasmanie
- Gouverneur du Victoria

Les territoires ne disposent pas de gouverneurs, puisqu'ils sont administrés directement par le pouvoir fédéral.

### Autriche
Gouverneur est la traduction que l'on rencontre parfois dans les médias francophones du terme allemand de Landeshauptmann, qui désigne le chef du gouvernement de chacun des neuf Länder (États fédérés) autrichiens. Quelques personnes traduisent à tort ce terme par celui de « Premier ministre ».
- Liste des dirigeants des Länder autrichiens

### Belgique
Le gouverneur est le commissaire du gouvernement fédéral, mais également de la Région et de la Communauté dans la province. Il est chargé d'assurer l'application de la réglementation fédérale dans les domaines de la sécurité civile et des plans d'urgence, de la sécurité policière et de l'ordre public, de la tutelle administrative spécifique sur le fonctionnement de la police locale, de la législation sur les armes, des services d'incendie et du traitement des dossiers en matière de calamités. Les gouverneurs sont nommés et révoqués par le gouvernement de la région, sur avis conforme du conseil des ministres fédéral. Ses attributions correspondent à celles du préfet dans les départements français.

### Bolivie
En Bolivie, le gouverneur est la plus haute autorité politique et le chef de l'exécutif d'un département, première division territoriale du pays. Ils sont élus au suffrage universel lors d'élections infranationales qui visent également l'élection des maires des municipalités boliviennes.

### Brésil
Depuis 1945, les chefs de l'exécutif des États du Brésil portent le titre de gouverneur. Jusqu'à la révolution de 1930, les chefs des provinces puis des États étaient nommés président (presidente), puis plus tard gouverneur (governador) puis interventeurs (interventor, nommés par le gouvernement fédéral).
- Liste des gouverneurs des États du Brésil

### Burkina Faso
- Liste des gouverneurs des régions du Burkina Faso

### États-Unis
Le gouverneur est le chef de l'exécutif qui gouverne un État des États-Unis. Du fait du caractère fédéral des États-Unis, le gouverneur n'est pas subordonné au pouvoir fédéral et dispose de larges prérogatives. Il est élu pour quatre ans au suffrage universel direct (sauf le New Hampshire et le Connecticut où il n'est élu que pour un mandat de deux ans). Il est souvent secondé par un Lieutenant-gouverneur.
Ce titre s'applique aussi aux chefs de l'exécutif de Territoires non-incorporés des États-Unis : Puerto Rico, Guam, Îles Vierges américaines et Mariannes du Nord. Les Samoa américaines ont également un gouverneur élu mais aux fonctions moindres.
Le district de Columbia (Washington DC) n'a pas de gouverneur mais un maire, celui de Washington, qui recouvre tout le territoire du district.
Auparavant, le gouverneur était nommé par le Président des États-Unis pour des territoires qui n'avaient pas encore acquis le statut d'État ou des territoires occupés par les États-Unis. Il existait également le titre de gouverneur militaire pour certains de ces territoires. Ainsi par exemple pour les Philippines, avec un gouverneur militaire de 1898 à 1901 puis un gouverneur général civil de 1901 à 1935.

### France

#### Ancien Régime
La fonction de gouverneur ou capitaine de place apparaît de façon isolée au XIIIe siècle et de façon plus fréquente aux XIVe et XVe siècles, pendant la guerre de Cent Ans. Il assure le commandement de la garnison et les fonctions militaires pour lesquelles le bailli, accaparé par ses fonctions civiles, est peu disponible. Pendant les XVIe et XVIIe siècles, son rôle s'accroît avec le développement de l'armée permanente. Le gouverneur de province est généralement choisi dans la haute noblesse militaire et commande les troupes de la province, composées en grande partie de mercenaires étrangers : pendant les guerres de Religion, le gouverneur fait figure de maître de sa province, au point que le pouvoir royal cherche à limiter ses prérogatives en le faisant doubler par un intendant. Le titre de gouverneur général désigne les représentants militaires du roi dans les provinces ou gouvernements jusqu'à la fin de l'Ancien Régime.

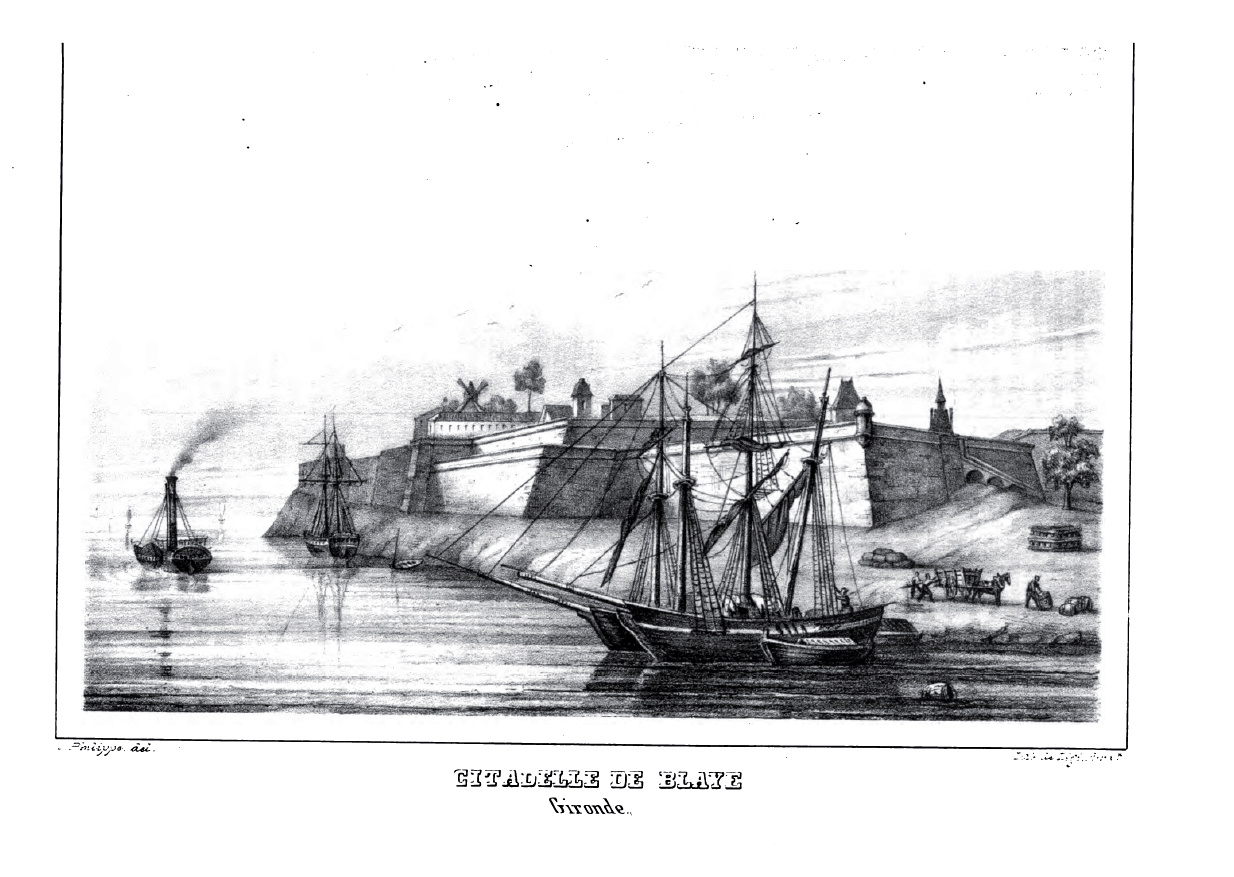
La citadelle de Blaye, Alexandre Ducourneau, La Guienne historique et Monumentale, 1844.

En ce qui concerne les gouverneurs de place forte, chargés de l'entretien et de la défense des fortifications, un auteur du XVIIe siècle, Antoine de Ville, note que leurs prérogatives et attributions varient considérablement selon le statut de la place, l'état de paix ou de guerre, les relations avec le gouverneur ou le lieutenant général de la province, avec les autorités civiles urbaines ou les commandants des troupes de campagne qui stationnent dans la place, « comme aussi selon qu'il plaist au Prince », ce qui donne lieu à d'innombrables contestations. Claude de Rouvroy de Saint-Simon, gouverneur en titre de la place de Blaye en Guyenne, paie de sa poche une partie des travaux d'entretien des remparts. Son fils, le mémorialiste Louis de Saint-Simon, hérite du gouvernement de Blaye où il n'entre qu'une seule fois dans sa vie à l'occasion d'un voyage en Espagne pour éviter une querelle de préséance avec le commandant, « un fou dangereux » qui lui disputait la première place dans la ville. Cependant, il consacre de nombreuses lettres et démarches à l'entretien et aux nominations de la garnison. Le poste de gouverneur de place est souvent attribué à de vieux officiers ; l'obligation de résidence n'est exigée que pour les places frontalières où elle n'est d'ailleurs pas toujours respectée. Le gouvernement de Bayonne, place frontalière et maritime d'importance stratégique, est, à partir du XVIe siècle, héréditaire dans la maison de Gramont : le gouverneur, appartenant à la noblesse de cour, n'y fait que des séjours épisodiques en temps de paix et confie l'administration à un lieutenant de roi mais il est souvent présent pendant les guerres franco-espagnoles, d'autant qu'il cumule ses fonctions à Bayonne avec celle de gouverneur de Béarn et de Basse-Navarre et souverain de la petite principauté de Bidache.

#### Époque contemporaine
Par la suite, le titre de gouverneur se spécialise pour désigner les chefs civils et militaires des territoires de l'empire colonial français. Après la décolonisation, il s'est maintenu pendant quelque temps dans certains territoires d'outre-mer pour désigner les préfets.

#### Gouverneurs en métropole à la fin de l'Ancien Régime
- Gouverneur d'Alsace
- Gouverneur de l'Artois
  - Gouverneur d'Arras
- Gouverneur du Berry
- Gouverneur de Bourgogne
- Gouverneur de Bretagne
  - Gouverneur de Vannes
- Gouverneur de l'Île-de-France
- Gouverneur du Languedoc
- Gouverneurs du Lyonnais, Forez et Beaujolais
- Gouverneur de Normandie
- Gouverneur de l'Orléanais
- Gouverneur du Poitou
- Gouverneur de Provence
- Gouverneur du Roussillon
- Gouverneur de Touraine

#### Gouverneurs des colonies
Les gouverneurs coloniaux sont les hauts fonctionnaires représentant l’État dans les colonies.
- Gouverneur de la Nouvelle-France
  - Gouverneur de Montréal
  - Gouverneur de Trois-Rivières
  - Gouverneur de l'Acadie
  - Gouverneur de Terre-Neuve
  - Gouverneur de Saint-Pierre-et-Miquelon
  - Gouverneur de Floride
  - Gouverneur de la Louisiane française
- Gouverneur de Guadeloupe
- Gouverneur de la Martinique
- Gouverneur de Saint-Barthélemy
- Gouverneur de Saint-Martin
- Gouverneur de Guyane
- Gouverneur de la Réunion
- Gouverneur d'Algérie
  - Gouverneur d'Alger
  - Gouverneur d'Oran
- Gouverneur général de l'Indochine

#### Commandant militaire de Paris
Le commandant de la région militaire de Paris porte le titre de Gouverneur militaire de Paris.

#### Chef de la Banque de France
Le chef de la Banque de France porte le titre de gouverneur de la Banque de France et qui est membre du Conseil des gouverneurs de la Banque centrale européenne.

### Indonésie
En Indonésie, le gubernur, ou gouverneur, est, dans le cadre de l'autonomie régionale, le chef de l'exécutif d'une province. Il est élu au suffrage direct pour un mandat de 5 ans.

### Japon
Au Japon, le terme de « gouverneur » (governor officiellement en anglais) est utilisé pour traduire la fonction de Chiji (知事). Il s'agit du chef de l'exécutif dans les 47 préfectures du Japon, élu au suffrage universel direct pour un mandat de 4 ans.
- Liste des gouverneurs du Japon

### Maroc
Au Maroc, le gouverneur est un haut fonctionnaire du ministère de l'Intérieur. Il peut représenter le pouvoir central au niveau des préfectures et provinces, le wali étant pour sa part à la fois le gouverneur de la wilaya (au niveau de la région) et de la préfecture ou province chef-lieu de la wilaya.

### Mexique
Comme pour les États-Unis, le Mexique est un État fédéral, chaque État mexicain élit au suffrage universel un chef de l'exécutif qui a le titre de gouverneur (Gobernador). Il est élu pour un mandat de 6 ans.

### Portugal
- Gouverneur de l'Inde portugaise
- Gouverneur de la province de Sao Tomé-et-Principe

### Pays-Bas
- Gouverneur général des Indes néerlandaises

### Royaume-Uni et Commonwealth
Au Royaume-Uni, dans l'ancien Empire britannique, un gouverneur (governor) était le fonctionnaire le plus important dans les colonies britanniques, représentant le souverain. Aujourd'hui, les chefs des territoires britanniques d'outre-mer continuent d'avoir le titre de gouverneur. Le nom pour leurs résidences officielles est Government House.
Le chef de la Banque d'Angleterre aussi possède le titre de gouverneur.
Voir aussi :
- Gouverneur général des Indes
- Gouverneur général du Canada
- Gouverneur général de Nouvelle-Zélande
- Gouverneur général d'Australie
- Gouverneur général des Bahamas

### Russie
Certaines subdivisions de la fédération de Russie, les oblasts sont dirigées par un gouverneur (tandis que d'autres subdivisions sont dirigées par des présidents ou des chefs d'administration, suivant souvent leur degré d'autonomie). De 1991 à 2005, ces gouverneurs étaient élus au scrutin direct, mais depuis 2005, ils sont proposés par le président de la fédération de Russie, et par la suite confirmés par la législature locale.

### Rome (antique)
- Gouverneur romain